# Kübelberg (Schönenberg-Kübelberg)
Kübelberg ist ein Ortsteil der im rheinland-pfälzischen Landkreis Kusel liegenden Ortsgemeinde Schönenberg-Kübelberg. Bis 1969 war Kübelberg eine eigenständige Gemeinde.

## Lage
Der Ort liegt in der Region Westpfalz und in der Landschaft Saar-Nahe-Bergland im Tal des Kohlbachs. Er ist der westlichste der heute baulich zusammengewachsenen Ortsteile Kübelberg, Schönenberg und Sand. Die Ortsmitte von Kübelberg liegt bei der katholischen Pfarrkirche St. Valentin. Durch den Ort verläuft die Bundesstraße 423.
Zum Ortsteil Kübelberg gehören auch die Wohnplätze Elmerthof, Heidehof, Klingenmühle und Ziegelhütte.

## Geschichte
Der Ort Kübelberg wurde erstmals 956 als „Cheuilunbahc“ urkundlich erwähnt und war Amtssitz eines Gerichts im freien Reichsland um die Burg Lautern. Kübelberg unterlag während des 14. und 15. Jahrhunderts einem mehrfachen Herrschaftswechsel. So gehörte es zeitweise den Grafen von Sponheim und Veldenz an. 1437 kam das Kübelberger Gericht in den Besitz der Kurpfalz und verblieb bis 1779 dort.
Die Burg wurde von 1273 bis 1297 erbaut und erstmals 1297 als „castrum“ erwähnt. Sie sicherte die wichtige Heer- und Handelsstraße (strata regia) von Metz nach Mainz, die durch Kübelberg führte und in unserem Raum als Scheidenberger Geleitstraße bekannt war. Die Burg „Kevelnberg“ gehörte als westlicher Vorposten zu einem Ring verschiedener Burgen, die das Reichsland um Kaiserslautern schützen. Besitzer der Burg waren die Herren von Kübelberg (Ritter Gerin von Kübelberg). Ausgehend von dieser Burg entwickelte sich Kübelberg zum Gerichtsort; das Gericht umfasste im 18. Jahrhundert zwölf Dörfer. Von der ehemaligen Burganlage, die aus einem Wohnturm mit Holzpalisaden, kleiner Vorburg und Burggraben mit landwirtschaftlichen Gebäuden auf einem aufgeschütteten Burghügel bestand, ist nichts erhalten.
1297 wurde die Burg zum ersten und damit auch einzigen Mal tatsächlich als solche („in castro“) beschrieben – König Adolf von Nassau bestätigte eine Burglehensurkunde, die sich auf die Burgen Kaiserslautern und Kübelberg bezog.
Eine letzte Erwähnung der Burg zu Kübelberg stand am 31. Dezember 1821 im Bayerischen Intelligenzblatt:

„Dienstag, den 29.ten Januar nächsthin um 1 Uhr Nachmittags, wird vom unterzeichneten Amte, in Gemäßheit von hoher Regierung erhaltener Ermächtigung das in Kübelberg stehende alte Arresthaus (Turm) auf den Abbruch an den Meistbietenden in loco Kübelberg öffentlich versteigert werden. Schönenberg den 31.ten Dezember 1821, das Bürgermeisteramt, J. Weis.“

Bei diesem alten Arresthaus handelte es sich um den letzten Rest der ehemaligen Burg in Kübelberg. Dieser Turm hatte vor seinem Abbruch noch eine Höhe von rund 12 Metern.
Das Dorf war bereits 1406 der Hauptort des kurpfälzischen „Amtes Kübelberg und Brücken“, das aus diesen beiden Pfarreien bestand, und zwei Unterämter bildete, das Kübelberger Amt umfasste auch die Dörfer Elschbach, Ober- und Niedermiesau, Sand, Schmittweiler und Schönenberg sowie einige Höfe und Mühlen. Unter Friedrich I. kam das Gebiet in kurpfälzischen Besitz. Das Amt bzw. Gericht Kübelberg war dem Oberamt Lautern (Kaiserslautern) untergeordnet.
Im Dreißigjährigen Krieg wurde das Dorf verwüstet, noch im Jahr 1684 werden keine Bewohner im Ort Kübelberg aufgeführt.
Im Jahr 1779 kam das Amt Kübelberg mit seinen zwölf Dörfern und sechs Mühlen tauschweise von Kurpfalz an Pfalz-Zweibrücken und gehörte nun zum Oberamt Homburg.
Die Pfarrkirche zum hl. Valentin in Kübelberg mit ihrer Filiale in Miesau gehörte 1496 zum Landkapitel Landstuhl und wurde im Dreißigjährigen Krieg von dem reformierten Pfarrer zu Miesau in Besitz genommen, jedoch 1626 wieder verlassen und 1698 durch den Kurfürsten Johann Wilhelm ihrem Patronatsherrn, dem Komtur des Deutschen Ordens zu Saarbrücken wieder übergeben, damit dieser sie mit einem katholischen Pfarrer besetzte. Der Ort Kübelberg selbst war zu der Zeit unbewohnt.
Nach der Einnahme des Linken Rheinufers durch französische Revolutionstruppen (1794) war die Gemeinde Kübelberg von 1798 bis 1814 dem Kanton Waldmohr im Saardepartement zugeordnet. Sie unterstand der Verwaltung der Mairie Schönenberg. Im Jahr 1802 hatte der Ort zusammen mit der Klinkenmühle 236 Einwohner.
Aufgrund der auf dem Wiener Kongress getroffenen Vereinbarungen kam die Pfalz 1816 zum Königreich Bayern. Unter der bayerischen Verwaltung blieb die Gemeinde Kübelberg im Kanton Waldmohr, der Teil des Landkommissariats Homburg (1862 umbenannt in Bezirksamt Homburg) im Rheinkreis war. Im Jahr 1837 hatte Kübelberg bereits 544 Einwohner, davon waren 464 Katholiken und 80 Protestanten, die zur Pfarrei Waldmohr gehörten.
Im Bayerischen Ortschaftsverzeichnis aus dem Jahr 1928 wird die Landgemeinde Kübelberg, nun zum bayerischen Regierungsbezirk Pfalz und zum Bezirksamt Kusel gehörend, wie folgt beschrieben: Insgesamt 969 Einwohner (876 Katholiken, 89 Protestanten, 3 sonstige), 144 Wohngebäude und eine Fläche von 582 Hektar; es gab eine katholische Schule im Dorf; dazu gehörte die Klingenmühle mit sieben und die Ziegelhütte mit 14 Einwohnern und zwei Wohnhäusern.
Im Zusammenhang mit der ersten rheinland-pfälzischen Verwaltungsreform wurde zum 7. Juni 1969 die bis dahin eigenständige Gemeinde Kübelberg mit seinerzeit 1.585 Einwohnern aufgelöst und aus dieser zusammen mit den ebenfalls aufgelösten Gemeinden Sand, Schönenberg und Schmittweiler die heutige Ortsgemeinde Schönenberg-Kübelberg neu gebildet.
Bevölkerungsentwicklung
| Jahr | Einwohner |
| 1592 | ~ 75      |
| 1684 | 0         |
| 1802 | 236       |
| 1825 | 460       |
| 1835 | 544       |

| Jahr | Einwohner |
| 1871 | 532       |
| 1905 | 692       |
| 1939 | 1.103     |
| 1961 | 1.412     |
| 1969 | 1.585     |

## Verkehr
Kübelberg verfügte seit 1904 zusammen mit dem Nachbarort Schönenberg über einen Bahnhof der Glantalbahn. 1981 endete der Personenverkehr, der Güterverkehr folgte 1989. 1991 wurden die Gleise abgebaut.